# برتری بورن
برتری بورن (به انگلیسی: The Bourne Supremacy) فیلمی اکشن مهیج به کارگردانی پل گرینگرس محصول سال ۲۰۰۴ آمریکا است که از بازیگران اصلی آن می‌توان به مت دیمون، فرانکا پوتنته، برایان کاکس، جولیا استایلز، کارل اربن، میشل موناهن، گابریل مان، جوآن آلن، مارتون سوکاس، کارل رودن، توماس آرانا، اکسانا آکینشاینا و کریس کوپر اشاره کرد. این فیلم دومین قسمت از سری فیلم‌های بورن است که بر اساس رمانی به همین نام اثر رابرت لودلوم است، گرچه فیلم‌نامه متفاوت از داستان کتاب است.
این فیلم که ادامه فیلم هویت بورن (۲۰۰۲) است، داستان جیسون بورن (مت دیمون) را به تصویر می‌کشد که در تلاش برای یادآوری گذشته خود است. برتری بورن در ۲۳ ژوئیه ۲۰۰۴ توسط یونیورسال پیکچرز منتشر شد و با نقدهای مثبتی از سوی منتقدان روبه‌رو شد.
دنباله این فیلم با عنوان اولتیماتوم بورن در سال ۲۰۰۷ منتشر شد.

## داستان
جیسون بورن پس از وقایع گذشته، تلاش می‌کند زندگی آرامی را در کنار ماری در سواحل گوا در هند آغاز کند، اما خاطرات تکه‌تکه و کابوس‌های دورانش به‌عنوان یک مأمور کشنده‌ی سیا همچنان او را آزار می‌دهند. در همان حال، در برلین، سیا در حال انجام معامله‌ای برای خرید اسناد مهم مربوط به پرونده «نسکی» است؛ پرونده‌ای حساس درباره سرقت ۲۰ میلیون دلار از سیا در سال‌های قبل. اما عملیات به طرز مرموزی به قتل ختم می‌شود. مأموری روس به نام کیریل، به دستور الیگارش ثروتمند یوری گرتکوف، مأمور و منبع اطلاعاتی را می‌کشد و با صحنه‌سازی، جیسون بورن را به‌عنوان مظنون معرفی می‌کند. این توطئه زمینه‌ساز یک اشتباه بزرگ می‌شود؛ سیا تصور می‌کند بورن دوباره فعال شده و دست به قتل زده است. در همین حین، بورن متوجه تحت نظر بودنش می‌شود. در تلاش برای فرار، ماری طی تعقیب‌وگریزی کشته می‌شود. بورن که ضربه روحی شدیدی خورده، تصمیم می‌گیرد به اروپا بازگردد تا حقیقت را آشکار کند و انتقام بگیرد. او با زیرکی مأموران سیا را دور می‌زند، اسناد مربوط به پرونده را بررسی می‌کند و به سرنخ‌هایی از گذشته‌اش و عملیات‌های محرمانه دست می‌یابد. در جریان تحقیقات، او درمی‌یابد که نقشه قتل‌ها برای سرپوش گذاشتن بر دزدی پول و حذف افرادی چون نسکی بوده است. بورن در ادامه مسیرش با مأمورانی درگیر می‌شود که هر کدام تکه‌ای از حقیقت را پنهان کرده‌اند. در نهایت، با روبه‌رو شدن با افراد کلیدی از جمله همسر نسکی، حقیقت کامل برایش روشن می‌شود. او تصمیم می‌گیرد به‌جای ادامه راه خشونت‌آمیز، با اعترافی تلفنی به دختر فردی که سال‌ها پیش اشتباهی به قتل رسانده بود، بخشی از گناهانش را جبران کند. فیلم با تصویری از بورن در یک خیابان آرام پایان می‌یابد؛ مردی که هنوز با گذشته‌اش در صلح کامل نیست، اما در مسیری روشن‌تر گام برمی‌دارد.

## بازیگران
- مت دیمون در نقش جیسون بورن
- جوآن آلن در نقش پاملا لندی ملقب به پَم
- برایان کاکس در نقش وارد ابوت
- جولیا استایلز در نقش نیکی پارسونز
- کارل اربن در نقش کیریل مزدور روس
- کارل رودن در نقش گرتکوف
- فرانکا پوتنته در نقش ماری هلنا کروتز
- گابریل مان در نقش دنی زورن
- توماس آرانا در نقش مارتین مارشال
- میشل موناهن در نقش کیم
- ایوان شویدوف

## جستار‌های وابسته
- هویت بورن
- اولتیماتوم بورن
- میراث بورن
- جیسون بورن
- بورن (مجموعه‌فیلم)